# Blackbolbus carnabyorum
Blackbolbus carnabyorum är en skalbaggsart som beskrevs av Henry Fuller Howden 1985. Blackbolbus carnabyorum ingår i släktet Blackbolbus och familjen Bolboceratidae. Inga underarter finns listade.